# ماكس كولين
ماكس كولين (بالإنجليزية: Max Cullen)‏ هو ممثل أسترالي، ولد في 29 أبريل 1940 في أستراليا.

## وصلات خارجية
- ماكس كولين على موقع IMDb (الإنجليزية)
- ماكس كولين على موقع ميوزك برينز (الإنجليزية)
- ماكس كولين على موقع قاعدة بيانات الفيلم (الإنجليزية)